# 成轨
成軌（5世纪—528年），字洪義。上谷郡居庸县（今北京市延庆区）人。中国南北朝北魏宦官。
成轨年青时因罪处以宫刑，入事宫闱。他为人谨直厚道，任为中谒者仆射。善于察颜观色，北魏孝文帝有了想法，他通过细节得知，及时奏发，以合皇帝之心。孝文帝以其谨慎，逐渐受到重用。跟随孝文帝南征，专进御食。当时孝文帝卧病在床，成軌常居禁中，昼夜不休侍奉，无所松懈。孝文帝回到洛陽，賜帛一百匹。
北魏宣武帝景明年間，担任嘗食典御丞，中谒者仆射如故。转任中給事中、歩兵校尉，侍奉皇太子元詡。515年（延昌四年），历任中常侍、中嘗食典御、光禄大夫，受爵位始平伯。統京染都将，转任崇訓太僕少卿。母亲去世，成軌辞職服喪，朝廷派遣主書常献景作为弔慰使者。成軌再起用为官，進安東将軍、崇訓衛尉卿。升任中侍中、撫軍将軍，典御、崇訓如故。再任中軍将軍・燕州大中正。526年（孝昌二年）封始平县開国伯。孝明帝寵愛潘嬪，潘嬪任成軌为义父，被宮中宦官敬畏。
528年（建義元年），尔朱荣起兵，成轨到河陰迎接北魏孝庄帝，進爵为侯，受号衛将軍。同年八月去世。追贈車騎大将軍、雍州刺史，谥号孝惠。
弟弟的儿子成仲慶嗣爵，官至鎮軍将軍、光禄大夫。

## 延伸阅读
[在维基数据编辑]
 《魏書·卷94》，出自魏收《魏书》
 《北史·卷092》，出自李延壽《北史》